# Pliciloricus
Pliciloricus es un género de organismos marinos de la familia Pliciloricidae del filo Loricifera descritos por Higgins & Kristensen, 1986.

## Especies del género
- Pliciloricus corvus Gad, 2005[2]
- Pliciloricus diva Gad, 2009[2]
- Pliciloricus dubius' Higgins & Kristensen, 1986[2]
- Pliciloricus enigmaticus' Higgins & Kristensen, 1986[2]
- Pliciloricus gracilis' Higgins & Kristensen, 1986[2]
- Pliciloricus hadalis Kristensen & Shirayama, 1988[2]
- Pliciloricus leocaudatus Heiner & Kristensen, 2005[2]
- Pliciloricus orphanus Higgins & Kristensen, 1986[2]
- Pliciloricus pedicularis Gad, 2005[2]
- Pliciloricus profundus Higgins & Kristensen, 1986[2]
- Pliciloricus senicirrus Gad, 2005[2]
- Pliciloricus shukeri Heiner & Kristensen, 2005[2]